# Orleans (condado de Barnstable, Massachusetts)
Orleans é um lugar designado pelo censo localizado no condado de Barnstable no estado estadounidense de Massachusetts. No Censo de 2010 tinha uma população de 1.621 habitantes e uma densidade populacional de 261,32 pessoas por km².

## Geografia
Orleans encontra-se localizado nas coordenadas 41° 47′ 16″ N, 70° 00′ 06″ O. Segundo a Departamento do Censo dos Estados Unidos, Orleans tem uma superfície total de 6.2 km², da qual 5.92 km² correspondem a terra firme e (4.51%) 0.28 km² é água.

## Demografia
Segundo o censo de 2010, tinha 1.621 pessoas residindo em Orleans. A densidade populacional era de 261,32 hab./km². Dos 1.621 habitantes, Orleans estava composto pelo 95.81% brancos, o 1.05% eram afroamericanos, o 0.19% eram amerindios, o 0.37% eram asiáticos, o 0% eram insulares do Pacífico, o 0.93% eram de outras raças e o 1.67% pertenciam a duas ou mais raças. Do total da população o 1.79% eram hispanos ou latinos de qualquer raça.